# Torre dels Escipions

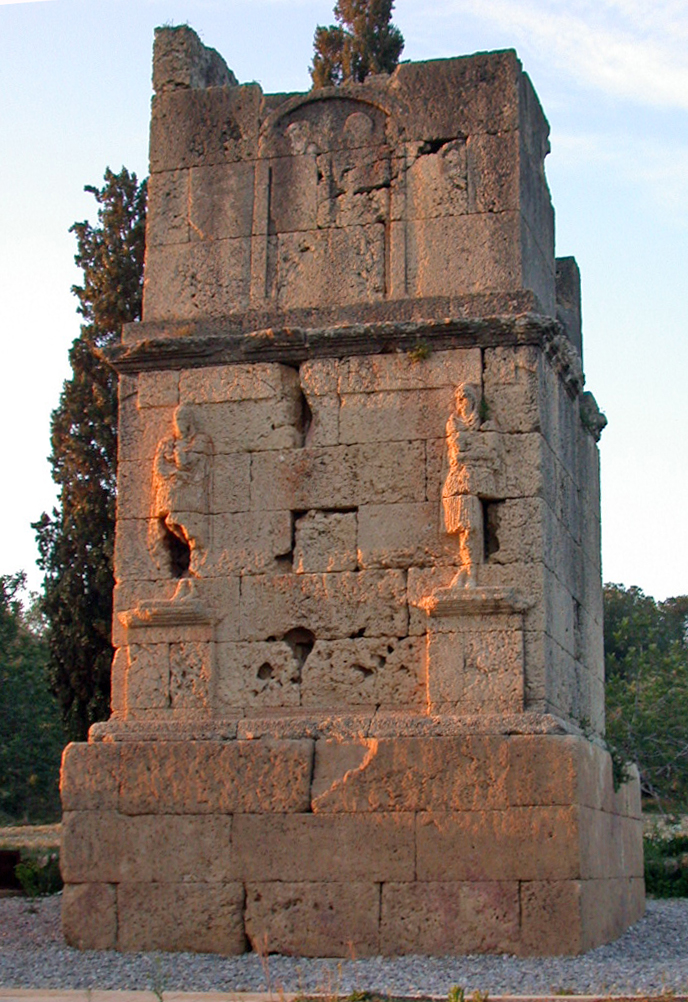
Torre dels Escipions bei Tarragona

Das Monument Torre dels Escipions (spanisch Torre de los Escipiones, deutsch Turm der Scipionen) ist ein römisches Grabmal an der spanischen Nationalstraße N-340 ca. 6 Kilometer nördlich von Tarragona, nahe dem Ort Altafulla. Es ist eines der bedeutendsten Grabmonumente aus römischer Zeit auf der iberischen Halbinsel und Bestandteil des archäologischen Ensembles von Tarraco, das 2000 zum UNESCO-Welterbe erklärt wurde.
Der Turm der Scipionen wurde im 1. Jahrhundert an der ehemaligen Via Augusta errichtet, einer der wichtigsten Fernstraßen der römischen Provinz Hispania. Seine Grundfläche ist annähernd quadratisch mit einer Abmessung von 4,47 × 4,72 m, die Höhe (ohne den heute fehlenden Abschluss) beträgt 9,17 m. Der Bau, der sich auf drei Ebenen nach oben hin verjüngt, ist aus großen Steinquadern lokalen Ursprungs gebaut, die vermutlich aus dem nahen Steinbruch Punta de la Creueta stammen. Dieser liegt ca. 500 m südlich vom Turm entfernt an der Küste des Strandabschnitts Platja Llarga. Dieser kleine Steinbruch wurde vermutlich alleine für die Beschaffung der Steine des Turms der Scipionen und die angrenzende Villa eröffnet.
Die Vorderseite des Monuments (d. h. die ehemals der Via Augusta zugewandte Seite) ist auf der zweiten Ebene mit zwei männlichen Figuren in Form eines Hochreliefs verziert. Irrtümlicherweise wurden diese Figuren als die Scipionen-Brüder Publius Cornelius Scipio und Gnaeus Cornelius Scipio Calvus identifiziert – daher auch die heute üblichen Benennung –, sie stellen jedoch aller Wahrscheinlichkeit nach Attis dar, eine römische Todesgottheit mit Ursprung in der griechischen Mythologie, die zur Symbolisierung der Trauer um die Verstorbenen auf Grabmalen abgebildet wurde.
Die dritte Ebene enthält eine Kammer, in der die Urnen mit der Asche der hier beigesetzten Personen aufbewahrt wurden. Die Außenseite zeigt Reste einer stark verwitterten Inschrift, eines Epitaphs, die bis auf das Wort „Cornelius“ nicht mehr zu entziffern ist. Darüber hinaus ist hier ein Flachrelief in Form eines Torbogens, in dem zwei Menschen stehen, zu erkennen. Vermutlich handelte es sich um die Abbildung der hier beigesetzten Personen, die – in Anbetracht des monumentalen und prachtvollen Charakters des Grabmals – einer der führenden Familien Tarracos entstammen müssen.
Den Abschluss des Monuments bildete eine Pyramide, die jedoch nicht mehr erhalten ist.